# وزارة التنمية المجتمعية والمساواة والطفل (تنزانيا)
وزارة التنمية المجتمعية والمساواة والطفل هي وزارة حكومية في تنزانيا. وتتمثل مهمتها في «تعزيز تنمية المجتمع، والمساواة بين الجنسين، والعدالة، وحقوق الطفل من خلال صياغة السياسات والاستراتيجيات والمبادئ التوجيهية بالتعاون مع أصحاب المصلحة الناشطين في البلاد.»

## تاريخ
دُمجت الوزارة تحت قيادة جون ماغوفولي ضمن وزارة الصحة وتنمية المجتمع والمساواة وكبار السن والأطفال.

## وصلات خارجية
- الموقع الرسمي